# Marovac
Marovac (en serbe cyrillique : Маровац) est un village de Serbie situé dans la municipalité de Medveđa, district de Jablanica. Au recensement de 2011, il comptait 76 habitants.

## Démographie
| 1948 | 1953 | 1961 | 1971 | 1981 | 1991 | 2002 | 2011 |
| ---- | ---- | ---- | ---- | ---- | ---- | ---- | ---- |
| 542  | 583  | 547  | 433  | 243  | 141  | 123  | 76   |

|  |